# Азизи, Овайс
Ова́йс Азизи́ (дари اویس عزیزي; 29 января 1992 года; Герат, ДРА) — афганский футболист, вратарь клуба «Хиллерёд». С 2015 года один из основных вратарей национальной сборной Афганистана. Начинал карьеру в Дании, до 2019 года выступал за различные датские клубы из низших дивизионов чемпионата Дании. Затем год поиграл за мальдивский клуб. В июле 2020 года перебрался в Швецию, а затем вернулся в Данию.

## Карьера

### Клубная
С марта 2010 года по май1 2019 года выступал различные датские клубы низших лиг. 
23 мая 2019 года перешёл в мальдивскую «Мазию» на правах свободного агента. В составе «островитян» Азизи успел сыграть на Кубке АФК 4 матча. В одной из игр благодаря Овайсу соперник не смог распечатать его ворота. 
15 июля 2020 года Азизи переходит в шведскую «Ариану». Через полгода, 31 января 2021 года, за 125 тысяч евро Овайса приобретает шведский «Розенгард». 

### В сборной
3 сентября 2015 года состоялся дебютный матч за сборную.
5 сентября 2016 года на товарищескую встречу со сборной Ливана вывел свою команду в качестве капитана.
13 июня 2017 года в матче против сборной Камбоджи отдал голевую передачу соперника, получив в результате гол в свои ворота.
15 июня 2021 в игре против сборной Индии забил автогол. Это случилось на 75-й минуте матча.
Из 32 матчей за сборную в семи Азизи не пропустил ни одного мяча.

## Личная жизнь
Азизи родился в Афганистане и потерял отца, бабушку и дедушку во время Гражданской войны в Афганистане. Его мать и четверо его братьев и сестер нашли убежище в Иране. В 2001 году он был принят как беженец в Дании. Азизи также работает эрготерапевтом.